# Orleans County, Vermont
Orleans County är ett county i delstaten Vermont, USA. Det är ett av fjorton countyn i staten. Den administrativa huvudorten (county seat) är Newport. År 2010 hade countyt 27 231 invånare. 

## Geografi
Enligt United States Census Bureau har countyt en total area på 1 868 km². 1 807 km² av den arean är land och 61 km² är vatten. 

### Angränsande countyn
- Essex County - öst
- Caledonia County - syd
- Lamoille County - sydväst
- Franklin County - väst
- och gränsar till Kanada i norr.